# 임현섭
임현섭(2006년 1월 16일 ~ )은 대한민국의 축구 선수로 포지션은 수비형 미드필더, 중앙 미드필더이며 현재 K리그2 수원 삼성 블루윙즈 소속이다.